# Yolotl González Torres
Yolotl González Torres (nacida el 7 de marzo de 1932 en Ciudad de México) es una etnóloga mesoamericanista mexicana, especializada en la civilización azteca, en culturas antiguas de la India y del Este de Asia en general, y también es una antropóloga de las religiones.

## Trayectoria
Posee una  maestría en antropología, por la Escuela Nacional de Antropología e Historia, el doctorado en antropología,  y de postgrado de la Universidad de Delhi, India. Desde 2015 es investigadora emérita de la Dirección de Etnología y de Antropología Social (DEAS) del Instituto Nacional de Antropología e Historia (INAH).
Fue secretaria ejecutiva de la Escuela de Antropología de la Universidad Iberoamericana (UIA) 1960 a 1963, y directora del Centro de Estudios Asiáticos de la misma (1962-1963), fue curadora de la sección de Asia del Museo Nacional de las Culturas (1965-1972), secretaria ejecutiva del Centro de Estudios Orientales de la Universidad Nacional Autónoma de México (UNAM) (1966-67), directora del Departamento de Etnología y Antropología Social del INAH (1977-1983), directora del Museo de El Carmen del INAH (1983-1993). Actualmente se desempeña como investigadora de tiempo completo de la Dirección de Etnología y Antropología Social del INAH.
Presidenta de la Sociedad Mexicana para el Estudio de las Religiones A.C. Fue vicepresidenta de la International Association for the History of Religions (1995-2000) de la que actualmente es miembro del Consejo honorario vitalicio, presidenta del Comité organizador del Congreso Internacional para la Historia de las Religiones realizado en la Ciudad de México en 1995, y miembro del Consejo Consultivo de la Asociación Latinoamericana de Estudios de Asia y África. Coordinadora del Ciclo de Conferencias El Hombre y lo Sagrado, presidenta del comité organizador de los coloquios internacionales religión y símbolo; y religión y música, así como del Encuentro México-Cuba sobre religiosidad popular.
Ha impartido las asignaturas “Mito y Religión” en la Universidad Iberoamericana (1959-1960), “Antropología Cultural de Asia” en la Facultad de Filosofía y Letras de la Universidad Nacional Autónoma de México (1961-1965), “Etnohistoria de Mesoamérica” en la Escuela Nacional de Antropología e Historia (1992-1994), "Introducción a las Culturas de Asia" en la Facultad de Filosofía y Letras, Universidad Nacional Autónoma de México. Desde 1998 a la fecha imparte "Introducción a las Culturas de Asia".

## Algunas publicaciones
- “La prostitución en las sociedades antiguas” en Estudios de Asia y África, volumen XXIV, número 3, septiembre-diciembre de 1989.
- Reflexiones sobre religiones comparadas en Mesoamérica y Asia, 2009.
- “Las religiones afrocubanas en México” en América Latina y el Caribe. Territorios religiosos y desafíos para el diálogo de Aurelio Alonso (compilador) en 2008.
- Danza tu palabra: la danza de los concheros en 2005.
- Animales y plantas en la cosmovisión mesoamericana, coordinadora en 2005.
- Historia comparativa de las religiones, en 1998.
- El sacrificio humano entre los mexicas, 1994.
- Diccionario de mitología y religión en Mesoamérica, en 1991.
- Homenaje a Isabel Kelly, coautora en 1989.
- Las aventuras del alma en Cuadernos del Museo Nacional de Antropología en 1982.
- “Dos ceremonias para los muertos: en Cholula, Puebla y entre los chontales de Tabasco” 1981.
- El culto a los astros entre los mexicas, en 1981.
- “Los rumbos del universo”, en 1974.